# Rekordy halowych mistrzostw Polski seniorów w lekkoatletyce
Rekordy halowych mistrzostw Polski seniorów w lekkoatletyce – najlepsze rezultaty uzyskane przez zawodników w historii halowych mistrzostw Polski seniorów od pierwszej edycji imprezy w roku 1933.

## Mężczyźni
| Konkurencja             | Wynik     | Zawodnik                                                            | Klub sportowy          | Miejsce | Edycja MP         |
| ----------------------- | --------- | ------------------------------------------------------------------- | ---------------------- | ------- | ----------------- |
| 60 m                    | 6,53      | Marian Woronin                                                      | CWKS Legia Warszawa    | Zabrze  | HMP 1987          |
| 200 m                   | 20,56     | Albert Komański                                                     | CWKS Resovia Rzeszów   | Toruń   | HMP 2023          |
| 400 m                   | 46,03     | Maksymilian Szwed                                                   | AZS Łódź               | Toruń   | HMP 2025          |
| 800 m                   | 1:46,14   | Maciej Wyderka                                                      | AZS-AWF Katowice       | Toruń   | HMP 2025          |
| 1500 m                  | 3:37,4    | Mirosław Żerkowski                                                  | ROW Rybnik             | Zabrze  | HMP 1984          |
| 3000 m                  | 7:49,26   | Łukasz Parszczyński                                                 | KS Podlasie Białystok  | Sopot   | HMP 2014          |
| 60 m przez płotki       | 7,43      | Jakub Szymański                                                     | SKLA Sopot             | Toruń   | HMP 2025          |
| Sztafeta 4 × 200 metrów | 1:26,11   | Karol Zalewski Przemysław Słowikowski Paweł Dzida Karol Kwiatkowski | AZS-AWF Katowice       | Toruń   | HMP 2019          |
| Sztafeta 4 × 400 metrów | 3:10,61   | Piotr Kuśnierz Marcin Marciniszyn Łukasz Krawczuk Jakub Krzewina    | WKS Śląsk Wrocław      | Sopot   | HMP 2014          |
| Skok wzwyż              | 2,33      | Jacek Wszoła                                                        | AZS Warszawa           | Zabrze  | HMP 1986          |
| Skok o tyczce           | 5,83      | Piotr Lisek                                                         | OSOT Szczecin          | Toruń   | HMP 2017 HMP 2018 |
| Skok w dal              | 8,01      | Piotr Tarkowski                                                     | AZS-AWF Biała Podlaska | Toruń   | HMP 2022          |
| Trójskok                | 16,75     | Paweł Kruhlik                                                       | AZS AWF Wrocław        | Spała   | HMP 2007          |
| Trójskok                | 16,75     | Adrian Świderski                                                    | WKS Śląsk Wrocław      | Toruń   | HMP 2015          |
| Pchnięcie kulą          | 21,55     | Konrad Bukowiecki                                                   | AZS UWM Olsztyn        | Toruń   | HMP 2023          |
| Siedmiobój              | 6103 pkt. | Paweł Wiesiołek                                                     | AZS Katowice           | Toruń   | HMP 2021          |
| Chód na 5000 m          | 18:42,59  | Robert Korzeniowski                                                 | Wawel Kraków           | Spała   | HMP 1999          |

## Kobiety
| Konkurencja             | Wynik     | Zawodnik                                                                        | Klub sportowy          | Miejsce | Edycja MP |
| ----------------------- | --------- | ------------------------------------------------------------------------------- | ---------------------- | ------- | --------- |
| 60 m                    | 6,99      | Ewa Swoboda                                                                     | AZS-AWF Katowice       | Toruń   | HMP 2022  |
| 200 m                   | 22,95     | Ewa Pisiewicz                                                                   | Start Lublin           | Zabrze  | HMP 1986  |
| 400 m                   | 50,83     | Natalia Kaczmarek                                                               | KS AZS AWF Wrocław     | Toruń   | HMP 2023  |
| 800 m                   | 2:00,38   | Anna Wielgosz                                                                   | CWKS Resovia           | Toruń   | HMP 2025  |
| 1500 m                  | 4:10,44   | Lidia Chojecka                                                                  | Pogoń Siedlce          | Spała   | HMP 2004  |
| 3000 m                  | 8:48,00   | Lidia Chojecka                                                                  | WLKS Siedlce           | Spała   | HMP 2000  |
| 3000 m                  | 8:48,00   | Weronika Lizakowska                                                             | KUKS Remus Kościerzyna | Toruń   | HMP 2025  |
| 60 m przez płotki       | 7,84      | Grażyna Rabsztyn                                                                | Gwardia Warszawa       | Zabrze  | HMP 1980  |
| Sztafeta 4 × 200 metrów | 1:36,08   | Justyna Święty-Ersetic Magdalena Stefanowicz Paulina Guzowska Adrianna Janowicz | AZS-AWF Katowice       | Toruń   | HMP 2020  |
| Sztafeta 4 × 400 metrów | 3:41,34   | Anna Pałys Zofia Wróblewska Angelika Stępień Małgorzata Curyło                  | KS AZS AWF Wrocław     | Toruń   | HMP 2016  |
| Skok wzwyż              | 2,02      | Kamila Lićwinko                                                                 | KS Podlasie Białystok  | Toruń   | HMP 2015  |
| Skok o tyczce           | 4,71      | Anna Rogowska                                                                   | SKLA Sopot             | Spała   | HMP 2012  |
| Skok w dal              | 6,72      | Agata Karczmarek                                                                | CWKS Legia Warszawa    | Spała   | HMP 1995  |
| Trójskok                | 14,10     | Joanna Skibińska                                                                | MKS Aleksandrów Łódzki | Spała   | HMP 2009  |
| Pchnięcie kulą          | 19,26     | Krystyna Zabawska                                                               | KS Podlasie Białystok  | Spała   | HMP 1999  |
| Pięciobój               | 4860 pkt. | Adrianna Sułek                                                                  | KS Brda Bydgoszcz      | Toruń   | HMP 2023  |
| Chód na 3000 m          | 12:17,17  | Katarzyna Radtke                                                                | Lechia Gdańsk          | Spała   | HMP 1994  |

## Drużyna mieszana
| Konkurencja                      | Wynik   | Zawodnik                                                                                    | Klub sportowy | Miejsce | Edycja MP |
| -------------------------------- | ------- | ------------------------------------------------------------------------------------------- | ------------- | ------- | --------- |
| Sztafeta mieszana 4 × 400 metrów | 3:24,15 | Adrianna Janowicz-Półtorak Tymoteusz Zimny Patrycja Wyciszkiewicz-Zawadzka Jakub Olejniczak | OŚ AZS Poznań | Toruń   | HMP 2021  |